# Laudanum

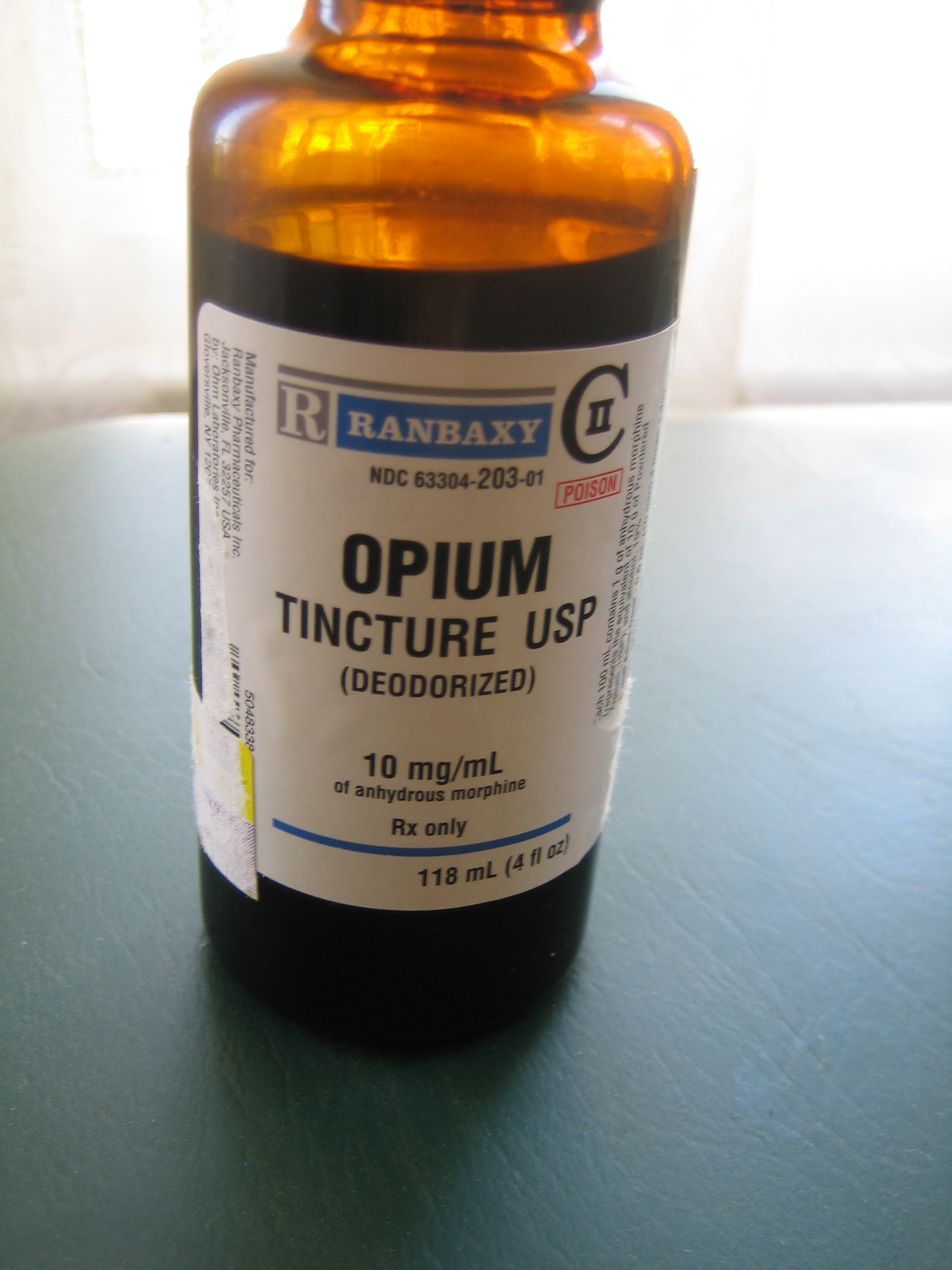
een flesje opiumtinctuur

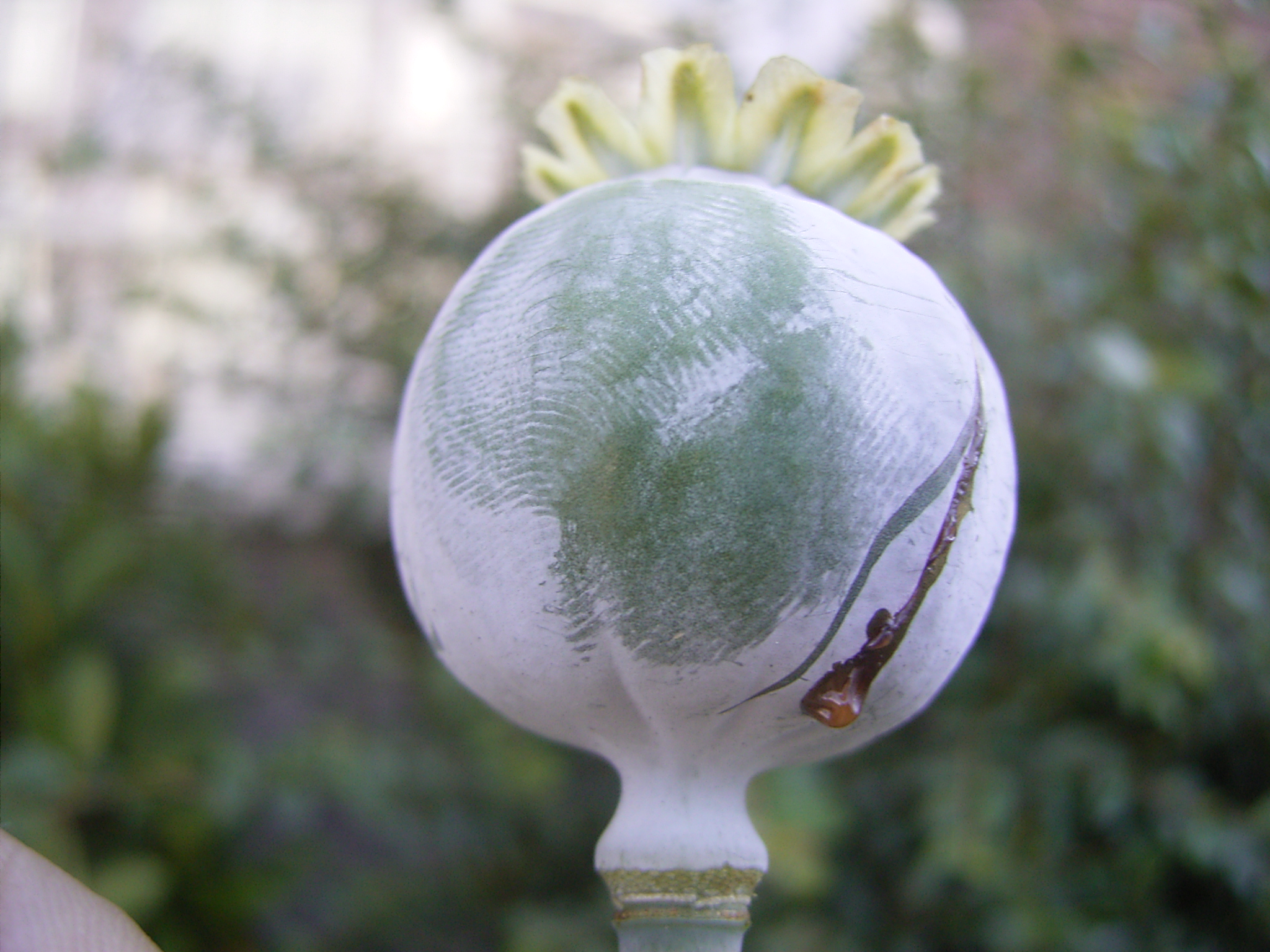
Opiumpapaver (Papaver somniferum susbsp. somniferum) met een druppel melksap

Laudanum is de tinctuur van opium die vroeger werd gebruikt als geneesmiddel. Het is een zeer bittere, roodbruine vloeistof die vrijwel alle opium-alkaloïden bevat, waaronder morfine en codeïne. Het is een oplossing van ca. 10% gedroogd melksap van de opiumpapaver en bevat ca. 1% morfine. Bij de bereiding wordt de stof noscapine uit het extract verwijderd omdat deze sterke braakneigingen opwekt. 
Het heeft een sterk anesthetische (verdovende) en analgetische (pijnstillende) werking, het is een antitussivum (onderdrukt hoestprikkels) en wordt beschouwd als zeer verslavend.
Tot het begin van de twintigste eeuw werd het veel voorgeschreven als medicijn tegen tal van kwalen, tegenwoordig wordt het nog zelden toegepast.

## Geschiedenis

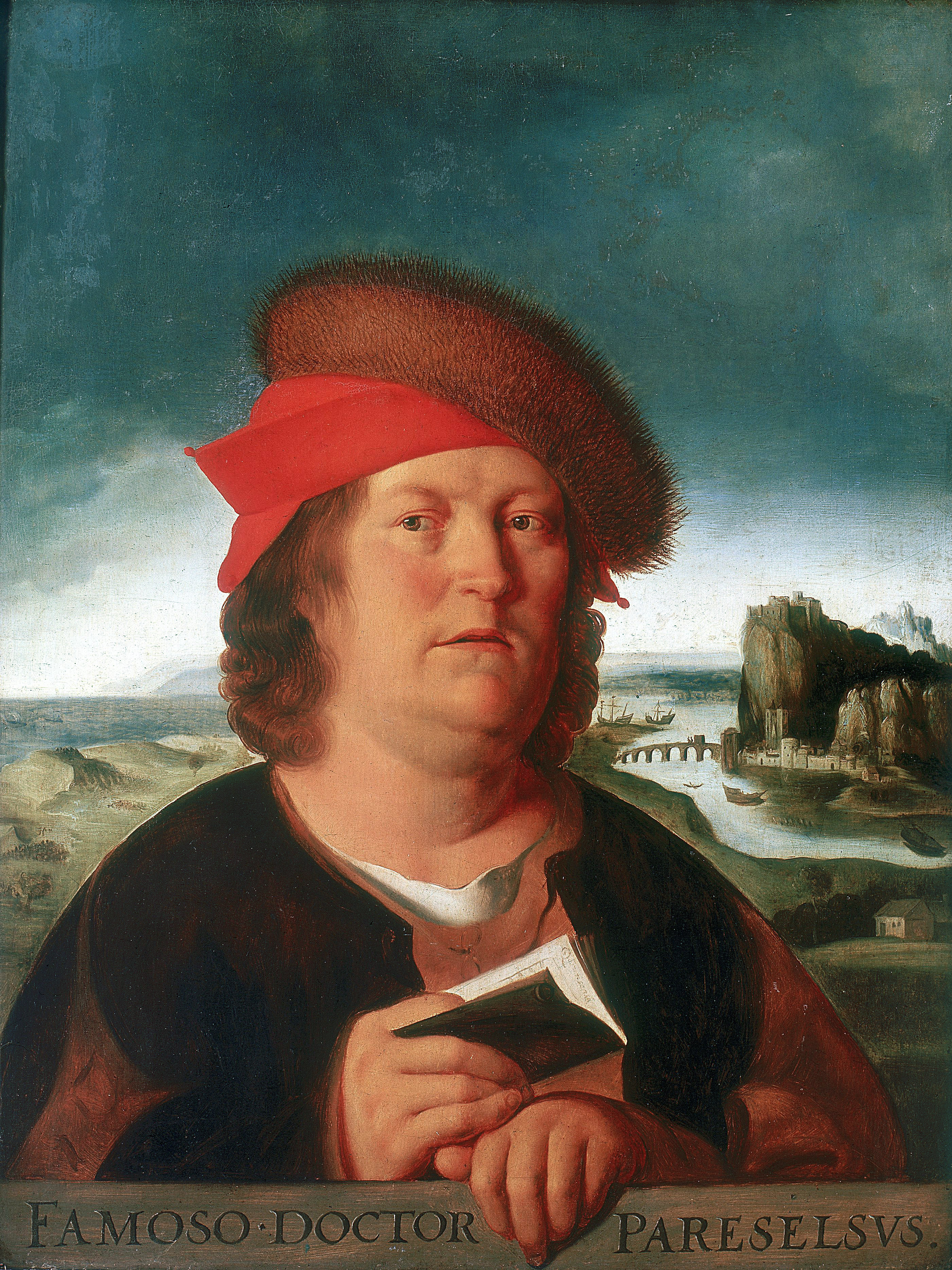
Paracelsus, uitvinder van laudanum

De uitvinding wordt toegeschreven aan de Zwitsers-Duitse alchemist Paracelsus (1493–1541). Hij ontdekte dat de alkaloïden in opium veel beter oplosbaar zijn in alcohol dan in water. Na experimenten met uiteenlopende recepturen, vond hij in 1522 een specifieke tinctuur die bijzonder effectief bleek bij de bestrijding van pijn. Zijn bereiding bevatte - naast alcohol en opium - onder meer gemalen parels, muskus, amber en andere ingrediënten.
In de London Pharmacoepoeia (1618) wordt laudanum beschreven als een pil gemaakt van opium, saffraan, bevergeil, ambergris, muskus en nootmuskaat.

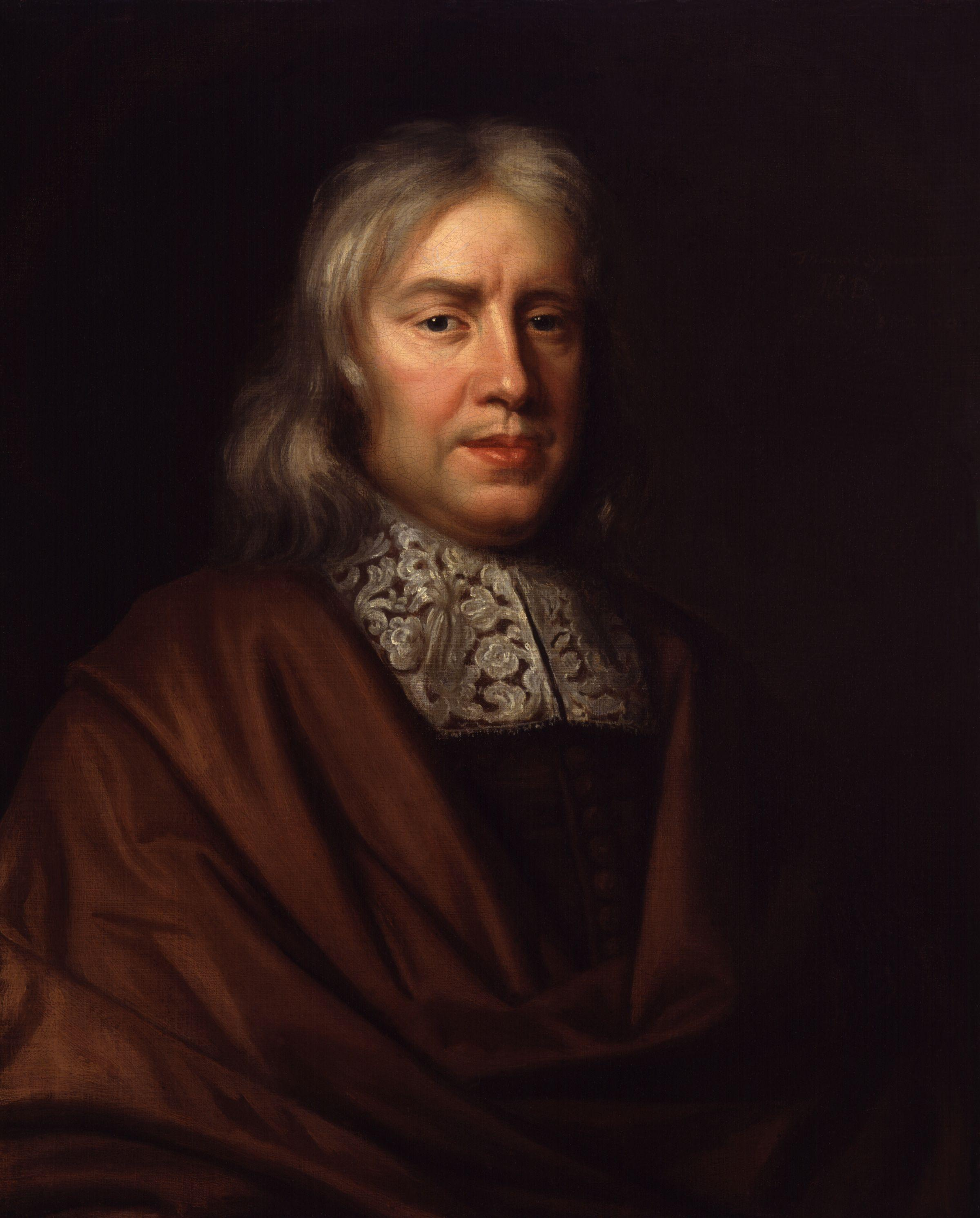
De Engelse arts Thomas Sydenham maakte laudanum bekend

Tot halverwege de zeventiende eeuw genoot laudanum weinig bekendheid. Daar kwam verandering in toen de Engelse arts Thomas Sydenham (1624-1689) een geheel eigen receptuur ontwikkelde, die hij eveneens laudanum noemde. Deze bestond, volgens een Parijse farmacopee, uit opium, saffraan, kaneel, kruidnagel en sherry. In 1676 kwam Sydenham met de invloedrijke publicatie Medical Observations Concerning the History and Cure of Acute Diseases (vert.: medische waarnemingen aangaande de geschiedenis en behandeling van acute ziekten), waarin hij zijn eigen opiumtinctuur aanprees voor de behandeling van een scala van aandoeningen. Begin achttiende eeuw waren de medicinale eigenschappen van opium en laudanum goed bekend: sterk verdovend, dempend op hoestprikkels en obstiperend.
Uiteindelijk bleek dat de werking van laudanum enkel en alleen toe te schrijven was aan de papaver-alkaloïden, zodat de ingrediënten beperkt konden worden tot opium en een oplosmiddel met een hoge concentratie alcohol.

### Historische toepassing
Laudanum werd vanaf de achttiende eeuw aangewend bij de behandeling van veel ziekten en aandoeningen. Het had haast de status van een panacee, een middel tegen alle kwalen. Dat vond zijn oorzaak in de levensomstandigheden van die tijd. Regelmatig braken ziekten uit als cholera en dysenterie die gepaard gaan met zeer ernstige diarree. Daarnaast kwamen pokken, mazelen, oedeem, tuberculose, koorts en reuma algemeen voor. Een middel dat zowel de pijn, het hoesten als de diarree verhielp werd begrijpelijk snel populair.
In de negentiende eeuw werd het middel algemeen gebruikt door vrouwen tegen menstruatiepijn. Het werd aanbevolen bij ziekten als verkoudheid, hersenvliesontsteking en hart- en vaatziekten. Zelfs pasgeborenen kregen het toegediend in hun voeding.

### Verslaving en recreatief gebruik

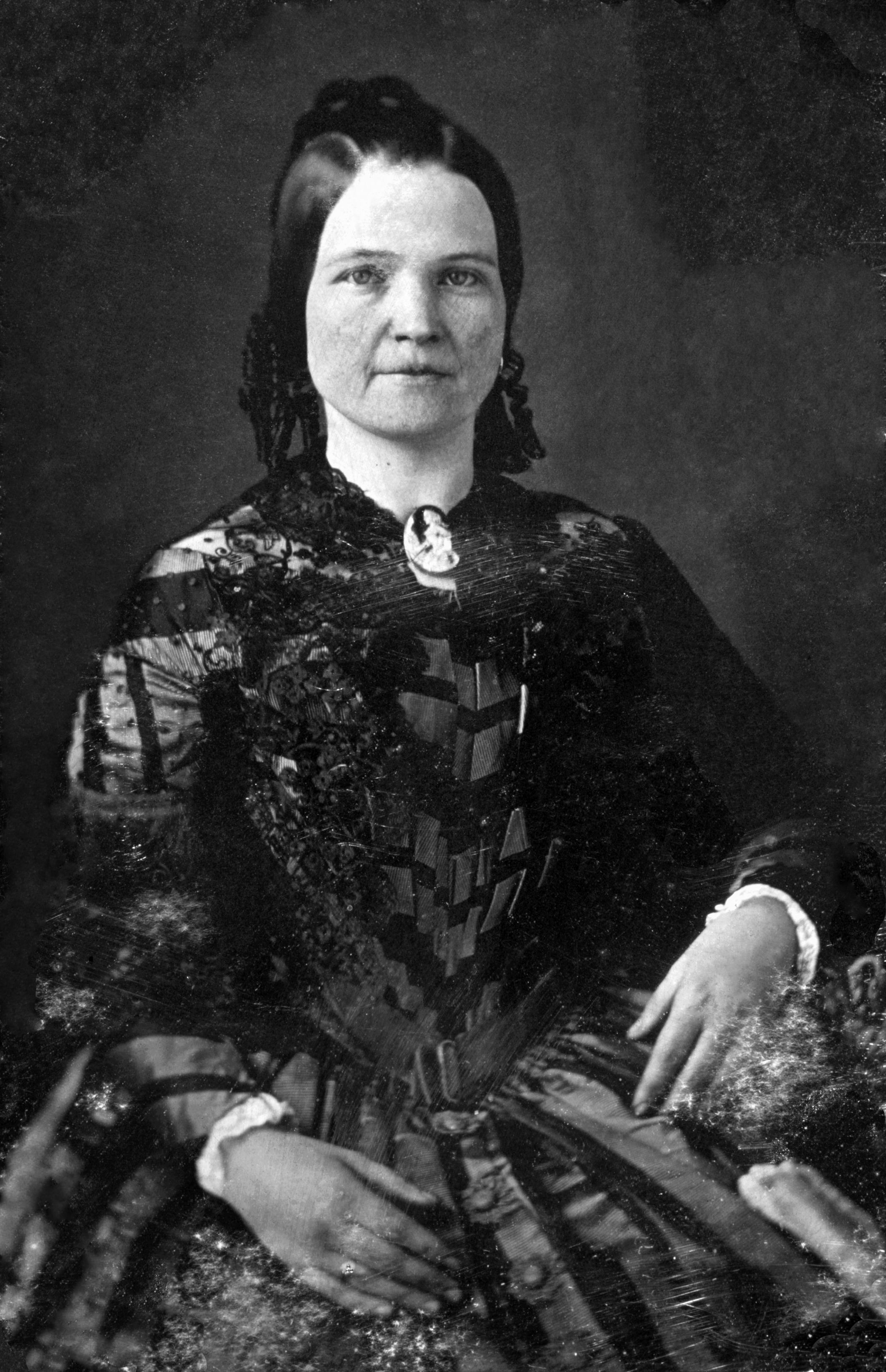
Mary Todd Lincoln, echtgenote van president Abraham Lincoln kampte met verslaving aan laudanum

Laudanum leidde bij veel gebruikers tot verslaving. Het werd populair bij onder andere schrijvers die vermoedden dat zij er inspiratie van zouden krijgen. Laudanum werd in sommige landen door de lagere klassen gebruikt als genotmiddel of drug omdat het goedkoper was dan alcoholische dranken, omdat over geneesmiddelen geen accijns werd betaald.

### Vervanging door specifieke middelen

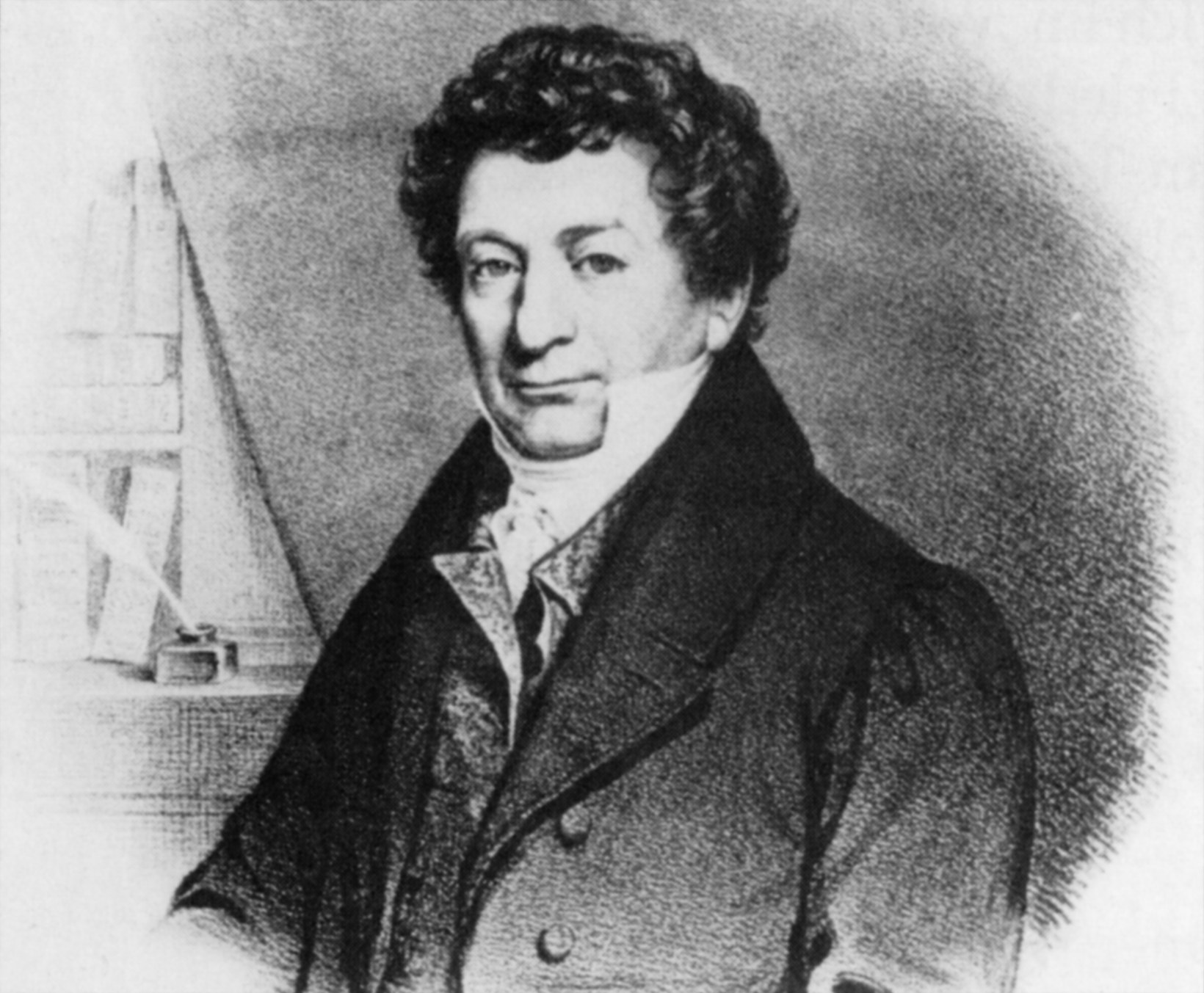
Friedrich Wilhelm Adam Sertürner isoleerde als eerste morfine uit opium

Toen Friedrich Sertürner in 1804 in Paderborn er als eerste in slaagde morfine te isoleren uit opium, lag de weg vrij naar middelen die veel specifieker konden worden ingezet. Voor de bestrijding van pijn bijvoorbeeld hoefde niet de volledige cocktail te worden ingezet, maar kon worden volstaan met zuivere morfine. 
Morfine werd in 1817 op de markt gebracht door Sertürner als pijnstiller en middel voor de behandeling van morfine- en alcoholverslaving. Vanaf 1827 begon de commerciële productie in Darmstadt door apotheker Emanuel Merck wiens apotheek uiteindelijk zou uitgroeien tot het farmaceutische concern Merck Sharp & Dohme, dat de groei in de beginjaren vooral te danken had aan de verkoop van morfine.
Codeïne werd geïndiceerd bij ernstige hoest en bij het bestrijden van diarree. Voor opiaten (en andere middelen) kwamen bovendien gesynthetiseerde alternatieven beschikbaar. Tegen het midden van de twintigste eeuw bestond voor elke toepassing van laudanum inmiddels een ander voorkeurmiddel.

### Naamgeving
De naam laudanum werd vermoedelijk bedacht door Paracelsus, als afleiding van het Latijnse laudare, "loven". Een alternatieve verklaring zou afleiding van het Latijnse ladanum zijn, een gom of hars (met name uit de Cistus salviifolius), van het Griekse ladanon. Ladanum werd gebruikt als een algemene benaming voor de hars van planten en wordt in het algemeen niet beschouwd als de waarschijnlijke etymologie van laudanum.
Het woord laudanum werd in de tijd na Paracelsus veelal gebruikt als generieke naam voor alle middelen die opium en alcohol bevatten.

## Werkingen
De werking van opiumtinctuur is vrijwel geheel toe te schrijven aan het morfinegehalte. De hoeveelheden papaverine en codeïne zijn te gering om aantoonbaar effect te hebben op het centrale zenuwstelsel. 

### Toepassingen
- pijnstiller
- middel tegen diarree
- ter behandeling van ontwenningsverschijnselen van pasgeborenen (bij geboorte uit een verslaafde moeder)

### Bijwerkingen
De bijwerkingen van laudanum komen overeen met die van morfine:
- euforie (extreem gevoel van vreugde)
- dysforie (sombere of prikkelbare stemming)
- jeuk
- sedatie (verlaging van de staat van bewustzijn)
- constipatie (vertraagde of moeizame stoelgang)
- ademdepressie (verminderde of onderdrukte ademhaling)
- verslaving
- pupilvernauwing
- drogemondsyndroom

## Gebruik en dosering
Laudanum kan oraal worden gebruikt, waarbij het middel wordt doorgeslikt, of sublinguaal, waarbij het middel onder de tong wordt gehouden en het daar via het slijmvlies in het bloed komt.
De dosering is afhankelijk van de samenstelling van het middel. Bij een gestandaardiseerde tinctuur, met ca. 1% morfine, werd aan volwassenen doorgaans 20 druppels, overeenkomend met ca. 1ml voorgeschreven. Eenmaal daags bij diarree, of 3 tot 6 maal daags bij pijn. Bij deze doseringen bestaat het gevaar van overlijden door overdosering en verslaving. Ook is er een gevaar verbonden aan het begrip 'druppel' omdat niet ieder pipet of druppelflesje een gelijke hoeveelheid per druppel afgeeft. Veel gebruikers zijn overleden nadat zij gebruik hadden gemaakt van een tinctuur met een afwijkende (hogere) concentratie, hetgeen door onduidelijke etikettering makkelijk over het hoofd kon worden gezien.

## Wetgeving
In alle landen van de wereld gelden voor laudanum dezelfde wetten en regels als voor opium en/of morfine.